# アルシノエ3世

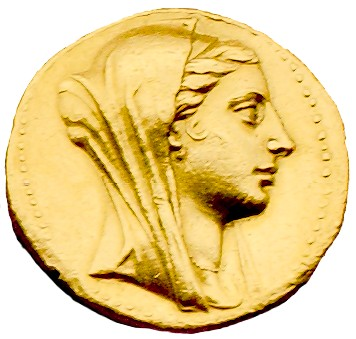
アルシノエ3世

アルシノエ3世（希：Αρσινόη Γ'、ラテン文字表記：Arsinoe III、紀元前246年または紀元前245年 - 紀元前204年）は、紀元前220年から紀元前204年までのプトレマイオス朝の女王である。プトレマイオス3世とベレニケ2世の娘。
紀元前220年10月末から11月初めまでの間に、アルシノエは弟のプトレマイオス4世と結婚した。彼女は政治にも積極的に参加し、歩兵隊、騎兵隊を率いて紀元前217年にセレウコス朝のアンティオコス3世との間で行われたラフィアの戦いにも参加した。腐敗しつつあった宮廷改革に取り組む姿勢を見せたが、夫が消極的であったため成功しなかった。
アルシノエはプトレマイオス5世を生み、紀元前204年の夏に彼女の影響力を恐れた廷臣たちのクーデターにより暗殺された。